# 反町茂雄
反町 茂雄（そりまち しげお、1901年（明治34年）8月28日 - 1991年（平成3年）9月4日）は、昭和期の日本の古書店主、古書鑑定家。

## 生涯
新潟県古志郡長岡町神田（現・長岡市神田二ノ町）にて、米の相場師として長岡で財を成した反町茂平の五男として生まれる。反町家は代々米穀問屋を営んでいたが、茂平の代に先物取引を始めて成功し、長岡町内では一番大きい、1700坪を有する邸宅を構えていた。明治43年、事業拡大のため日本橋蛎殻町に出店した父親に伴い11歳で上京する。父の店は繁盛し、明治末年ころには東京米穀商品取引所の売上高ランキングで常に5位以内に入るほどだった。
1914年、東京府立第一中学校の受験に失敗して日本大学附属中学校に進む。中学時代は徳富蘇峰・徳富蘆花・山路愛山・箕作元八・三宅雪嶺・森鷗外などの著作を愛読した。1919年に日本大学附属中学校を卒業し、第二高等学校（現・仙台市）を受験するが不合格となり、1年間の浪人生活を経て1920年に同校文科入学する。同期には玉城肇や美濃部亮吉などがいた。在学中、古書蒐集に熱中する。
1924年、第二高等学校文科卒業。同年、東京帝国大学法学部政治学科入学。当時は新聞記者を志望し、ウェッブ夫妻やハロルド・ラスキ、クロポトキンを耽読したが、のち出版社志望に転じる。
1927年、東京帝国大学法学部政治学科卒業。岩波書店の先例に倣って古書を勉強するため、月給20円で神田神保町の古書店「一誠堂」の住込み店員となるが、豊富な読書歴や外国語の素養に物を言わせて洋書の発掘に実力を発揮し、早くから同店の事実上の支配人となる。当時は東大卒の古本屋の小僧として話題になった。
1932年9月、160円の月給を蹴って退店し、古書肆「弘文荘」を開業する。目録を作成してもっぱら通信販売で古書籍を販売した。国宝・重要文化財級あるいはそれに準ずる古典籍を取り扱い、その目録は国内のみならず海外からも高く評価される。
太平洋戦争末期の1945年3月から6か月間、東京都から委嘱を受けて戦時特別買上事業を行い、中田邦造（東京都立日比谷図書館長）とともに、多くの貴重な書籍を疎開させ戦火から守った。8月6日の広島への原爆投下や8月9日のソ連対日参戦を知るに及んで敗戦を予感し、東京都豊島区と中野区と藤沢市に不動産を購入。このうち2軒は、のちに古書の仕入資金となった。
8月15日の終戦後、壊滅寸前だった古書業界の状況を物ともせずに翌8月16日から営業を再開する。1947年、森銑三を弘文荘に入れ、森が1985年に亡くなるまで40年間にわたり助け合う。
1976年には故郷の長岡市に図書資料143件、1552点を寄贈する。これらの書籍は反町茂雄文庫の名で長岡市立中央図書館に保管されている。
1984年に『日本の古典籍』を出版、国立国会図書館に「古典籍課」が置かれたこともあり、「古典籍」という言葉を一般にも広めた（古典籍という言葉自体は少なくとも明治時代から使用されている）。
1991年9月4日、黄疸症で死去。享年90。

## 家族
- 父・反町茂平(1859-) ‐ 相場師。長岡の神田二ノ町で代々米穀問屋を営む茂吉の子として生まれ、家督相続後先物取引を始めて大成、新潟や東京にも進出し日本橋蛎殻町の店は、明治末頃には東京米穀商品取引所での売上高、上位5位内の常連となった[1]。
- 長兄・反町茂作（1888-1962） - 茂平の長男。大東京火災海上保険（あいおいニッセイ同和損害保険）の創設者であり社長・会長を務めた。1911年早稲田大学卒、1918年東京動産火災保険監査役、1919年同社専務取締役を経て1920年東神火災保険創立し社長、合併し大東京火災海上保険社長。娘婿に三淵震三郎。[6][7][8]
- 叔父・反町新作 ‐ 茂平の弟、丸福証券（岡三にいがた証券）を創業。
- 叔父・内川福七 ‐ 茂平の弟で新作の兄[9]。新潟で株と米穀の仲買店「内川商店」経営[1]。茂平、福七、新作の三兄弟はそれぞれの道で第一人者となり、「稀代の偉観」と評された[1]。

## 役務履歴
- 古書組合評議員
- 東京古書籍商業組合連合会副理事長
- 全国古書籍商業組合連合会専務理事
- 東京古典会長
- 明治古典会長

## 受賞歴
- 新潟日報文化賞 - 昭和57年（1982年）
- 東京都文化賞 - 平成3年（1991年）

## 著書
- 『天理図書館の善本稀書 一古書肆の思い出』八木書店 1980、定本1981、オンデマンド版2015
- 『日本の古典籍 その面白さ、その尊さ』八木書店 1984
- 『蒐書家・業界・業界人』八木書店 1984
- 『一古書肆の思い出』全5巻、平凡社 1986-92／平凡社ライブラリー 1998-99（紀田順一郎解説）
  - 1 修業時代、2 賈(かいひと)を待つ者、3 古典籍の奔流横溢
  - 4 激流に棹さして、5 賑わいは夢の如く（遺作・未完）
- 『反町茂雄文集 上　古典籍の世界』、『下　古書業界を語る』、文車の会編・八木書店 1993

編著
- 『紙魚の昔がたり』臨川書店 1978。復刻版（昭和9年刊）
- 『紙魚の昔がたり 昭和篇』八木書店 1987、オンデマンド版2013
- 『紙魚の昔がたり 明治大正篇』八木書店 1990
- 『弘文荘待賈古書目』八木書店、CD-ROM版1998、DVD版2002。Web版2016。全77冊分を収録
- 『弘文荘待賈古書目 総索引』鈴木徳三編・八木書店 1988、増訂版1998

雑誌
- 『松廼舎文庫蔵書展観目録』一誠堂玉屑会〈玉屑 6〉、1933年12月、131 - 145頁。

## 関連文献
- 『弘文荘 反町茂雄氏の人と仕事』文車の会編、1992年。追悼文集（非売品）
- 柴田光彦編『反町茂雄収集 古書販売目録精選集』全10巻、ゆまに書房、2000年
- ―『反町茂雄収集 古書蒐集品展覧会 貴重蔵書目録集成』全8巻、ゆまに書房、2001年
- 小林秀雄 『反町茂雄－古典籍の発掘者』（長岡市、1998年）
- 『反町茂雄文庫目録 第一集・第二集』（長岡市立中央図書館、1994-95年）
- 青木正美 『古書肆・弘文荘訪問記－反町茂雄の晩年』 日本古書通信社、2005年
- 司馬遼太郎「三人の茂雄」- 『街道をゆく36　本所深川 散歩・神田界隈』朝日新聞社、1992年。他は岩波茂雄・岡茂雄